# دورنیه دو ۶۳۵
دورنیه دو ۶۳۵ (به انگلیسی: Dornier_Do_635) یک هواگرد از نوع شناسایی دوربرد ساخت شرکت دورنیه فلوکتسایک‌ورک در آلمان است. این هواگرد در سال ۱۹۴۴ میلادی رسماً معرفی گردید. برنامه ساخت این هواگرد در نهایت لغو گردید. در مجموع، تعداد ۰ فروند از این هواگرد ساخته شده‌است.
طراح این هواگرد، هاینریش هرتل مهندس آلمانی بود.